# Гёттингенский симфонический оркестр

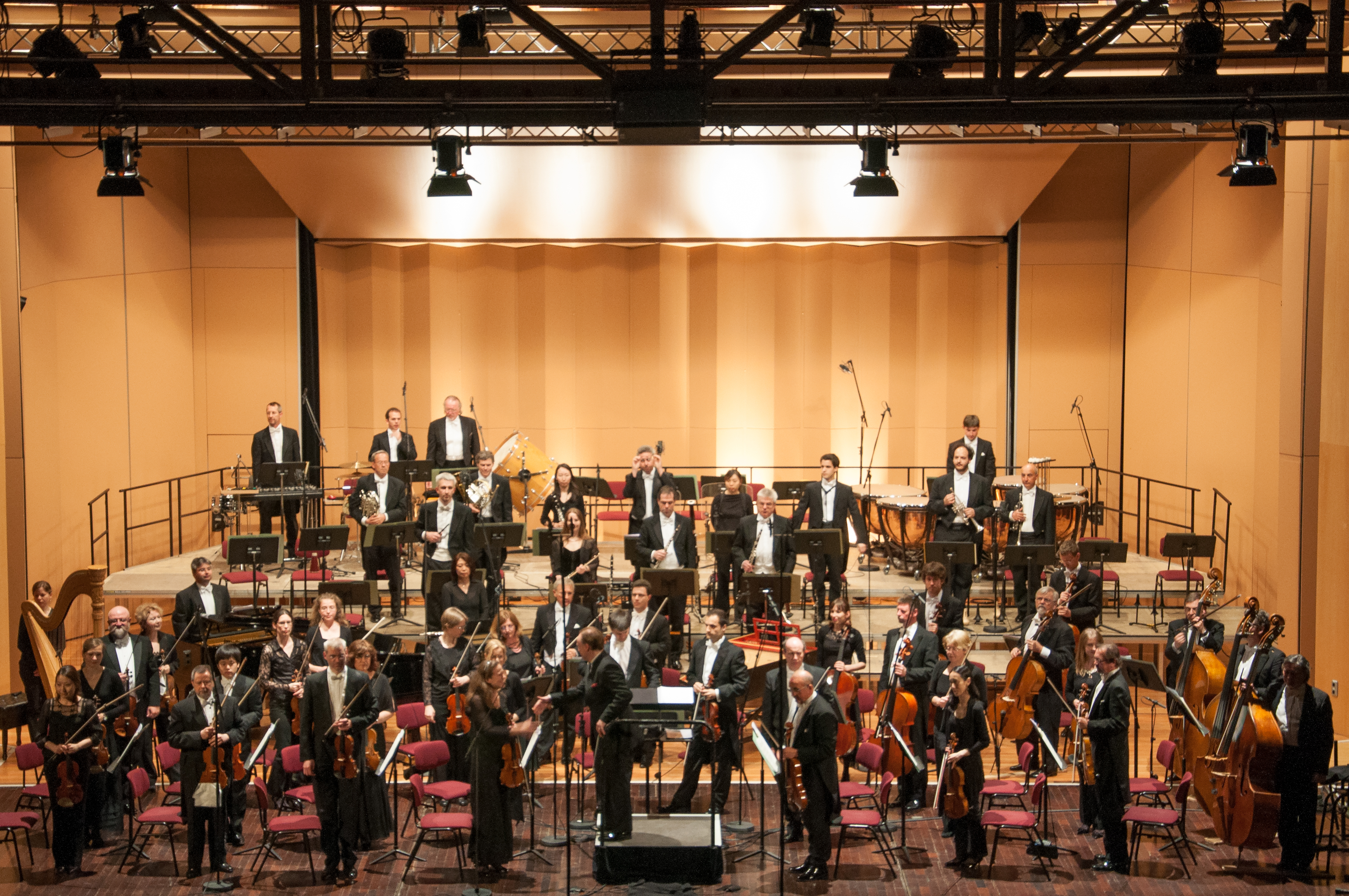
Гёттингенский симфонический оркестр на Международном генделевском фестивале 2013 года

Гёттингенский симфонический оркестр (нем. Göttinger Symphonie Orchester) — немецкий симфонический оркестр, базирующийся в Гёттингене.
Основан в 1862 году и дал свой первый концерт 5 ноября. Первоначально назывался Капеллой Шмахта (нем. Schmachtsche Kapelle), по имени своего первого руководителя Августа Фердинанда Шмахта. В дальнейшем работал при городском театре в качестве оперного; в 1932 году по случаю постановки оперы «Кавалер розы» оркестром дирижировал Рихард Штраус. В 1951 году администрация Гёттингена предприняла попытку закрыть оркестр по финансовым причинам, однако руководитель оркестра Гюнтер Вайссенборн нашёл возможность сохранить коллектив в качестве независимого; после отделения от городского театра оркестр получил нынешнее название.
Оркестр даёт около 100 концертов в год и много гастролирует по региону. Первая запись оркестра — концертное исполнение «Апокалипсиса по Святому Иоанну» Жана Франсе — получила в 1997 году высокую оценку.
Оркестр тесно связан с проходящим в Гёттингене с 1920 года Генделевским фестивалем.

## Руководители оркестра
- Август Фердинанд Шмахт (1862—1886)
- Рудольф Буллериан (1886—1890)
- Эдуард Густав Вольшке (1890—1904)
- Вальтер Мундри (1904—1912)
- Филип Вернер (1913—1921)
- Хайнц Швир (1922—1932)
- Херберт Шарлье (1932—1933)
- Херман Хенце (1933—1934)
- Фриц Фолькман (1934—1935)
- Ханс Ленцер (1935—1936)
- Вернер Эллингер (1936—1937)
- Карл Матьё Ланге (1937—1943)
- Вернер Биттер (1943—1946)
- Фриц Леман (1946—1950)
- Гюнтер Вайссенборн (1950—1957)
- Бела Холлаи (1957—1962)
- Отмар Мага (1962—1967)
- Андреас Лукачи (1968—1974)
- Фолькер Шмидт-Гертенбах (1974—1989)
- Кристиан Симонис (1990—2005)
- Кристоф Матиас Мюллер (2005—2018)
- Николас Милтон (с 2018 г.)